# Byfornyelsen (København)
Byfornyelsen var en handlingsplan, der blev sat i værk for at få rettet op på de sociale skævheder, der var opstået i brokvartererne i København fra 1960'erne og frem til byfornyelsens iværksættelse i 1991. Byfornyelsen foregik frem til 2005.
Byfornyelsens mål var at hæve boligstandarden i størstedelen af de gamle arbejderboliger, der blev opført i slutninger af 1800-tallet, og de fysiske ændringer omfattede derfor typisk sanitære forhold. Mens man i de foregående årtier havde gennemført saneringer, var byfornyelse en ny tilgang til de sociale udfordringer der var forbundet med de mange gamle boliger. Byfornyelsen blev blandt andet foretrukket da man, modsat nybyggeri, primært lagde investeringerne indenlands, og dermed bidrog til at styrke den danske, og særligt den københavnske, økonomi i starthalvfemsernes krise. 
Byfornyelsen omfattede alene på Vesterbro 29 karreer, hvilket svarer til omkring 5000 boliger med omkring 8000 beboere, som blev genhuset midlertidigt eller permanent.
Situationen var omkring 1990 at der på Vesterbro var  mange  huse på syv etager, der manglede elevator, hvilket førte til at  de øverste etager var tomme. Det forårsagede at narkomaner og alkoholikere besatte mange af de øverste boliger. Det hele var en dårlig reklame for København; Vesterbro er den mest hotellrige bydel i Hovedstaden.
 